# Ulhasa
Les Ulhasa ou Oulhaça forment une branche tribale qui serait issue de la grande tribu berbère nomade des Nefzaouas et sont aussi Zénètes.
Actuellement, les Oulhassa sont concentrés dans la daïra de Beni Saf, en Algérie, à l'embouchure de la Tafna, à l'est du massif des Traras.

## Histoire
Presque tous les généalogistes médiévaux s'accordent à dire que les Oulhassa sont descendants de Ituwaft ibn Nafzaou, frère de Luwat. Ibn Khaldoûn, lui, écrit que les Ulhasa sont descendants des Nefzaoua, alors que son frère Yahia les décrit simplement comme cousins descendant de Madghis par son fils Zadigh. Ils étaient sûrement nomades à l'origine quand ils occupaient la région de Constantine. Ibn Khaldoun affirme qu'au départ, une fraction des Oulhassa se trouvait dans la plaine de Bouna (Annaba). Ils se déplaçaient très tôt vers l'ouest près de l'embouchure de la Tafna où ils sont cantonnés à ce jour à l'est du massif des Traras.  
Ernest Carette constate également leur présence au bord du lac Fzara, dans le cercle de Bône. Cette présence est assez ancienne pour qu'ils aient perdu la mémoire de leur origine berbère. Il formule l'hypothèse que la conquête arabe et la pression du flot arabe versé sur l'Afrique vers le milieu du XIe siècle, semble être à l'origine d'un exode massif de tribus berbères de Tripolitaine en direction de l'ouest. La tribu Oulhassa ferait donc partie de ces tribus qui ont fui l'avancée arabe. Pour Mouloud Gaïd, les Ulhasa sont apparentés aux Nefza, tous établis en Tripolitaine ou en Cyrénaïque et descendant de Madghis el Abter, patriarche des Botr. Alors que pour la Revue Africaine, leur origine nefzaouienne est confirmée par le nom même d'« Oulhaça », témoignage d'une origine au golfe des Syrtes, où elles portaient déjà ce nom,.  
Tariq Ibn Ziyad est issu de cette tribu selon Ibn Khaldoun dans son livre Kitab al-ibar
. Ibn Idhari affirme qu'était qualifié de Laouatî, Nafzaouî, Oulhassî.
Au XVe siècle, les Oulhassa se joignent à l'ensemble des tribus qui habitaient le massif côtier pour former la confédération des Traras. Les Oulhassa participent à la lutte contre les Espagnols. Sous la domination turque, ils refusèrent souvent de payer l'impôt. Ils rejoignent l'émir Abd El-Kader quand celui-ci organisait la résistance à la conquête française. L'émir confie le khalifat de Tlemcen à Bou Hamîdî El-Oulhassî.

## Territoire
Dans son ouvrage publié en 1883 Ernest Mercier mentionne la présence d'Oulhaça dans les environs de Annaba en actuelle Algérie.
De nos jours, des représentants de cette branche vivent dans les environs de l'oued Tafna à l'Ouest de l'Algérie. Ils sont concentrés dans la daïra de Beni Saf et forment deux fractions à l'est du massif des Traras, de part et d'autre la rivière Tafna : Oulhassa Cheraga (de l'est) et Oulhassa Ghraba (de l'ouest)
Le groupe de l'est de l'Algérie est situé à la limite des bornes des wilayas de Constantine et de Béjaia ainsi que les bordures des Aurès. Les Zedjala font partie des Ulhassa et sont dans la plaine Medjana bordée par les Aurès. Ils sont installés à côté de la montagne Eiad des Aurès. De plus, cette tribu est voisine avec les Adjissa, tribu berbères.

## Langue
Les Ulhassa installés dans les confins des Aurès de Batna à Annaba se sont arabisés par le temps.